# Одложена хиперсензитивност
Одложена хиперсензитивност или реакције преосетљивости настају када имуни систем на оодрежене утицаје делује на претерани начин што доводи до оштећења ткива. Одложене реакције преосетљивости су нормални физиолошки догађаји. Све што мења ове нормалне догађаје може довести до више опортунистичких инфекција. Имунски недостаци (урођени или стечени) и имуносупресивни агенси могу променити овај нормалан одговор.

## Етиопатогенеза
Одложена преосетљивост (такође позната као реакција преосетљивости типа IV) је имунолошка реакција која је првенствено посредована Т ћелијама и моноцитима и јавља се сатима до данима након што антиген пређе у кожу. 
Најчешће препознати облик одложене преосетљивости је контактна осетљивост или алергијски контактни дерматитис. Други подтипови укључују класичну туберкулинску реакцију и Јонес-Моте одговоре. 
Неколико болести и стања имају патолошке карактеристике одложених реакција преосетљивости . Преосетљивост типа IV може се поделити на тип IVа, IVб, IVц и IVд на основу типа Т ћелије (ЦД4 Т-помоћне ћелије типа 1 и типа 2) и произведених цитокина/хемокина. 
Многи лекови и хемијски агенси су умешани у ову врсту преосетљивости. Нестероидни антиинфламаторни лекови, антиконвулзиви , неколико антимикробних лекова и сулфа лекови често изазивају ову врсту имунолошке реакције. 
Синдром преосетљивости изазван лековима је још једна тешка одложена реакција преосетљивости која се манифестује осипом, грозницом и захваћеношћу више органа, посебно срца, плућа, јетре и бубрега. 
Постоје и други синдроми који се развијају из ове имунолошке реакције, познатији као Стивен-Џонсов синдром/токсична епидермална некролиза, која представља тешку некрозу коже и слузокоже и може бити опасна по живот.

## Терапија
Медицински третман је специфичан и зависи од ентитет болести. Неки уобичајени примери су:
Контактни дерматитис
Лечење контактног дерматитиса варира у зависности од тежине болести. Најбољи савет је избегавање штетног антигена. Фармацеутски третман варира, укључујући препарате кортикостероида без рецепта, препарате кортикостероида на рецепт, кортикостероиде за ињекције, оралне кортикостероиде и Буров раствор.
Реакције коже преосетљивошћу на туберкулин
Лечење је ретко потребно јер је овај одговор обично краткотрајан и самоограничен. По потреби се могу применити локални кортикостероидни препарати. У ретким случајевима, реакција на одложени кожни тест преосетљивости може бити екстремна и довести до аксиларне лимфаденопатије и грознице. Такве реакције су самоограничене и могу се лечити антипиретичким лековима као што су аспирин или ибупрофен.
Грануломатозне болести
Лечење увелико варира у зависности од специфичне болести.  